# Mościska (powiat wrzesiński)
Mościska – osada leśna w Polsce położona w województwie wielkopolskim, w powiecie wrzesińskim, w gminie Miłosław.